# Gott soll allein mein Herze haben, BWV 169
Gott soll allein mein Herze haben, BWV 169 (Només Déu tindrà el meu Cor), és una cantata religiosa de Johann Sebastian Bach per al divuitè diumenge després de la Trinitat, estrenada a Leipzig el 20 d'octubre de 1726.

## Origen i context
D'autor anònim, que agafa però, la tercera estrofa de Nun bitten wir Heiligen Geist de Luter de l'any 1524 per al coral final. El text gira sobre l'amor a Déu i al proïsme, d'acord amb el passatge de l'evangeli del dia Mateu (22, 34-46) que tracta de la pregunta que els fariseus feren a Jesús sobre quin era el primer manament, i Ell els contestà: “Estima el Senyor, el teu Déu, amb tot el cor, amb tota l'ànima i amb tot el pensament. Aquest manament és el més gran i el primer. El segon li és semblant: Estima els altres com a tu mateix". Per a aquest diumenge només es conserva una altra cantata, la BWV 96.

## Anàlisi
Obra escrita per a contralt i cor; dos oboès d'amor, oboe da caccia, orgue obligat, corda i baix continu. Consta de set números amb el contralt com a única veu solista i el cor només intervé en el coral final.
1. Simfonia
2. “Arioso” (contralt): Gott soll allein mein Herze haben (Només Déu tindrà el meu Cor)
3. Ària (contralt): Gott soll allein mein Herze haben (Només Déu tindrà el meu Cor)
4. Recitatiu (contralt): Was ist die Liebe Gottes? (Què és l'Amor de Déu?)
5. Ària (contralt): Stirb in mir (Mor en mi, Món)
6. Recitatiu (contralt):  Doch meint es auch dabei (Però tingueu també present)
7. Coral:  Du süße Liebe, schenk uns deine Gunst (Dolç Amor, concedeix-nos el teu favor)

La simfonia instrumental que fa de pròleg no és original i, com sovint feia Bach, s'aprofita un moviment d'un concert d'oboè o flauta, en aquest cas, de l'època de Köthen, avui perdut però del que es coneix una versió per a clavecí i corda (BWV 1053). El primer número vocal és una combinació d’arioso i de recitatiu que repeteix diverses vegades el vers Gott soll allein mein Herze haben (Només Déu tindrà el meu Cor), el títol i el lema de la cantata. L'ària del tercer número arrenca amb les mateixes paraules, l'orgue obligat amb moments de gran virtuosisme acompanya la veu que transmet la brillantor i l'optimisme del text. Els dos recitatius dels números 4 i 6 no aporten cap contribució musical rellevant, i enquadren l'ària del número 5 que és el moment culminant de l'obra. La música és la del segon moviment del concert indicat abans amb un ritme de siciliana, i el text prové de la Primera carta de Joan (2, 15-16), sobre la necessitat de no estimar les coses del món i consagrar-se exclusivament a l'amor a Déu. El coral final amb el text de Luter indicat cantat amb una melodia del segle xiii clou la cantata que té una durada aproximada d'uns vint-i-cinc minuts.

## Discografia seleccionada
- J.S. Bach: Das Kantatenwerk. Sacred Cantatas Vol. 9. Nikolaus Harnoncourt, Concentus Musicus Wien, Tölzer Knabenchor (Gerard Schmidt-Gaden, director), Kurt Equiluz. (Teldec), 1994.
- J.S. Bach: The complete live recordings from the Bach Cantata Pilgrimage. CD 45: Thomaskirche, Leipzig; 22 d’octubre de 2000. John Eliot Gardiner, Monteverdi Choir, English Baroque Soloists, Nathalie Stutzmann. (Soli Deo Gloria), 2013.
- J.S. Bach: Complete Cantatas Vol. 17. Ton Koopman, Amsterdam Baroque Orchestra & Choir, Nathalie Stutzmann. (Challenge Classics), 2005.
- J.S. Bach: Cantatas Vol. 37. Masaaki Suzuki, Bach Collegium Japan, Robin Blaze. (BIS), 2007.
- J.S. Bach: Church Cantatas Vol. 51. Helmuth Rilling, Gächinger Kantorei, Württenbembergisches Kammerorchester, Carolyn Watkinson. (Hänssler), 1999.
- J.S. Bach: Solo Cantatas for Alto and Tenor. Ton Koopman, Amsterdam Baroque Orchestra & Choir, Bogna Bartosz. (Challenge Classics), 2008.
- J.S. Bach & Handel: Solo Cantatas & Coral Works . Yehudi Menuhin, Bach Festival Orchestra, Janet Baker. (EMI), 1966.